# ハミルトン郡 (テキサス州)
ハミルトン郡（ハミルトンぐん、英: Hamilton County）は、アメリカ合衆国テキサス州の中央部、エドワーズ高原に位置する郡である。2010年国勢調査での人口は8,517人であり、2000年の8,229人から3.5％増加した。郡庁所在地は国勢調査指定地域のハミルトン市（人口3,095人）であり、同郡で人口最大の町でもある。郡名はサウスカロライナ州の知事であり、テキサス共和国に財政的援助を与えたジェイムズ・ハミルトン・ジュニアに因んで名付けられた。

## 歴史

### インディアン
ハミルトン郡となった地域の初期住人はインディアンだった。後にはタワコニ族、トンカワ族、ウェーコ族、コマンチ族が住んだ。
1821年、メキシコがスペインからの独立を宣言した直後、北からイギリス系開拓者がテキサスに下ってきて、メキシコ市民であることを主張した。

### 郡の成立と成長
1836年のテキサス独立宣言と1845年のアメリカ合衆国によるテキサス併合に続いて、1854年には地域初の恒久的白人開拓者として、ロバート・カーターとその家族が入ってきた。翌年、開拓者のジェイムズ・ライス、ヘンリー・スタンドファー、フレデリック・ブッカーマン、ウィリアム・ボーチャンプ、アサ・ラングフォードが、後にハミルトン市となった町を造った。アサ・ラングフォードは後にエバントの町となるラングフォード・コーブを造った。1856年テキサス州議会が、コマンチ郡、ボスキー郡、ランパサス郡の一部を合わせてハミルトン郡を設立し、郡名はジェイムズ・ハミルトン・ジュニアに因んで名付けられた。1885年にはハミルトン市が郡庁所在地に指定された。
テキサス州では白人開拓地が増えていたが、まだインディアンも残っていた。1867年、アン・ホィットニーが教師をしていた学校をコマンチ族が襲った。ホイットニーは生徒達を逃がした後で、コマンチ族の18本の矢で絶命した。
1882年、ヒコの町がその後毎年開催されることになるヒコ開拓者再会集会を開催した。
1900年までに綿花の栽培が郡内の土地47,500エーカー (190 km2) まで広がっていた。1907年までに、スティーブンビル・ノース・アンド・サウス・テキサス鉄道がハミルトン市とスティーブンビル市とを繋いだ。セントルイス・サウスウェスタン鉄道がハミルトン市とコマンチ市を結んだ。
1934年、市民保全部隊が郡民747人分の給与を支払い、合計すると1日約2,000米ドルになった
1950年、1940年代後半にヒコに住んでいたオリー・P・ロバーツが無法者ビリー・ザ・キッドであることを主張した。この主張はパトリック・F・ギャレットがビリーの偽物を殺してビリーを助けたという伝説に基づいていた。ヒコ商工会議所はこれに反応して、ビリー・ザ・キッド博物館を開いた。

## 地理
アメリカ合衆国国勢調査局に拠れば、郡域全面積は835平方マイル (2,165 km2)であり、このうち陸地835平方マイル (2,163 km2)、水域は1平方マイル (2.6 km2)で水域率は0.08％である。

### 主要高規格道路
- アメリカ国道84号線
- アメリカ国道281号線
- テキサス州道22号線
- テキサス州道36号線

### 隣接する郡
- イーラス郡 - 北
- ボスキー郡 - 北東
- コリエル郡 - 南東
- ランパサス郡 - 南
- ミルズ郡 - 南西
- コマンチ郡 - 北西

## 人口動態
以下は2000年の国勢調査による人口統計データである。
| 基礎データ - 人口: 8,229人 - 世帯数: 3,374 世帯 - 家族数: 2,324 家族 - 人口密度: 4人/km2（10人/mi2） - 住居数: 4,455軒 - 住居密度: 2軒/km2（5軒/mi2） 人種別人口構成 - 白人: 93.81% - アフリカン・アメリカン: 0.15% - ネイティブ・アメリカン: 0.44% - アジア人: 0.12% - 太平洋諸島系: 0.05% - その他の人種: 4.36% - 混血: 1.05% - ヒスパニック・ラテン系: 7.41% 年齢別人口構成 - 18歳未満: 23.8% - 18-24歳: 6.0% - 25-44歳: 22.9% - 45-64歳: 23.8% - 65歳以上: 23.6% - 年齢の中央値: 43歳 - 性比（女性100人あたり男性の人口） - 総人口: 93.5 - 18歳以上: 87.1 | 世帯と家族（対世帯数） - 18歳未満の子供がいる: 27.4% - 結婚・同居している夫婦: 58.2% - 未婚・離婚・死別女性が世帯主: 7.7% - 非家族世帯: 31.1% - 単身世帯: 28.4% - 65歳以上の老人1人暮らし: 17.4% - 平均構成人数 - 世帯: 2.37人 - 家族: 2.89人 収入と家計 - 収入の中央値 - 世帯: 31,150米ドル - 家族: 39,494米ドル - 性別 - 男性: 26,703米ドル - 女性: 20,192米ドル - 人口1人あたり収入: 16,800米ドル - 貧困線以下 - 対人口: 14.2% - 対家族数: 10.6% - 18歳未満: 21.2% - 65歳以上: 13.8% |

## メディア
ハミルトン郡はダラス・フォートワースメディア市場に属している。視聴できるテレビ局は9局ある。また州中央部のウェーコ・テンプル・キリーン・メディア市場からの放送を受信できる。ヒコやハミルトン市ではケーブルテレビも見られる。

## 都市と町
- エバント
- ハミルトン - 郡庁所在地
- ヒコ

### 未編入の町
- カールトン
- フェアリー
- ジョーンズボロ
- マガーク
- ポッツビル
- シャイブ